# أستريد ميدينا
أستريد ميدينا (بالإسبانية: Astrid Medina) هي فلاحة كولومبية، ولدت في 9 يناير 1977 في Gaitania ‏ في كولومبيا.